# Flydubai
Dubai Aviation Corporation (arapski:مؤسسة دبي للطيران), koji posluje pod imenom  flydubai, je niskotarifna zrakoplovna tvrtka sa sjedištem na Terminalu 2 u Zračnoj luci Dubai.
Kompanije ima redovne zračne linije iz Dubaija prema 94 destinacije na Bliskom Istoku, sjevernoj i istočnoj Africi, Indijskom potkontinentu, Aziji i istočnoj Europi.

## Povijest
U sprnju 2008. je Vlada Dubaija osnovala kompaniju. Iako flydubai nije dio Emirates grupacije, u svojim počecima su dobivali potporu od tog najvećeg zračnog prijevoznika Bliskog Istoka. Prvu narudžbu zrakoplova su potpisali s Boeingom 14. srpnja 2008. Bila je to narudžba vrijedna 3,74 mlrd $ USD za 50 Boeing 737-800 zrakoplova uz opciju pretvaranja narudžbe u Boeing 737-900ER zrakoplove, prema potrebama kompanije.
Prvi od tih zrakoplova su isporučeni 17. svibnja 2009. Prvi redovni letovi su započeli 1. lipnja 2009. i to za Beirut (Libanon) i Amman (Jordan). Od tada se mreža destinacija značajno proširila.
Dana 13. veljače 2013. flydubai je objavio da pregovara s Boeingom i Airbusom za narudžbu od 50 novih zrakoplova, a 19. lipnja 2013. su objavili da u svoju ponudu uvrštavaju i poslovnu klasu (Business Class).
Nova narudžba za zrakoplove je potpisana 6. siječnja 2014. Naručeno je 75 Boeing 737 MAX i 11 Boeing 737-800 zrakoplova, uz prava na kupnju još 25 Boeing 737 MAX zrakoplova. Vrijednost narudžbe se procjenjuje na 8,8 mlrd $ USD.

## Flota
flydubai flota se sastoji od sljedećih zrakoplova (28. srpnja 2015.):
- C i Y su kodovi koji označavaju klasu sjedala u zrakoplovima, a određeni su od strane Međunarodne udruge za zračni prijevoz.

## Vanjske poveznice
|  | Zajednički poslužitelj ima još gradiva o temi Flydubai |